# Acanthermia medara
Acanthermia medara är en fjärilsart som beskrevs av William Schaus 1933. Acanthermia medara ingår i släktet Acanthermia och familjen nattflyn. Inga underarter finns listade i Catalogue of Life.